# Капский настоящий бюльбюль
Капский настоящий бюльбюль (лат. Pycnonotus capensis) — вид птиц рода настоящих бюльбюлей (Pycnonotus) из семейства бюлюбюлевых (Pycnonotidae). Эндемик ЮАР. Обитает в прибрежных зарослях, открытом лесу, садах и финбоше в западной и южной части Южной Африки. Гнездится в основном весной с сентября по ноябрь. Гнездо представляет собой толстостенную чашу, скрытую листвой на небольшом дереве или кустарнике.

## Описание
Птица длиной 19—21 см, в основном тусклого черновато-коричневого цвета с характерным белым кольцом вокруг глаз и жёлтым подхвостьем. На голове имеется небольшой хохолок. Короткий прямой клюв, ноги чёрные. Радужная оболочка тёмно-коричневая. Самцы и самки очень похожи.
Этот вид намного темнее, чем другие южноафриканские бюльбюли, и отличается цветом окологлазного кольца и коричневой нижней частью брюха, тогда как у других тёмных бюльбюлей нижняя часть брюха светлая. Тёмное брюхо также помогает идентифицировать молодых особей этого вида, так как у них отсутствует характерное белое кольцо вокруг глаз.
Наиболее типичный зов этого вида — тонкий свист из двух или более разнообразных нот «пит-пет-питмайол», «пиет-пиет-патата».

## Таксономия
В 1760 году французский зоолог Матюрен-Жак Бриссон включил в свою книгу «Орнитология» описание этой птицы, основанное на образце, собранном с мыса Доброй Надежды в Южной Африке. Он использовал французское название Le merle brun du Cap de Bonne Espérance и латинское Merula Fusca Capitis Bonae Spei. Хотя Бриссон придумал латинские имена, они не соответствовали биномиальной системе и не были признаны Международной комиссией по зоологической номенклатуре. Когда в 1766 году шведский натуралист Карл Линней обновил свою Systema Naturae для двенадцатого издания, он добавил 240 видов, которые ранее были описаны Бриссоном. Одним из них был капский настоящий бюльбюль. Линней включил краткое описание, придумал биномиальное название Turdus capensis и процитировал работу Бриссона. Специфическое название capensis обозначает «относящийся к мысу Доброй Надежды». Этот вид был помещён в род Pycnonotus, который был введён немецким зоологом Фридрихом Бойе в 1826 году.
Капский настоящий бюльбюль считается входящим в один из надвидов, в который также входят белощёкий настоящий бюльбюль, Pycnonotus leucotis, желтопоясничный настоящий бюльбюль, масковый настоящий бюльбюль и бородатый настоящий бюльбюль.

## Ареал и местообитание
Ареал вида ограничен западной и южной част;ю Южной Африки. Встречается в прибрежных зарослях, в открытом лесу, садах и финбоше. Птицы гнездятся в основном южной весной с сентября по ноябрь. Гнездо представляет собой толстостенную чашу, скрытую листвой на небольшом дереве или кустарнике.

## Поведение и экология
Капский настоящий бюльбюль — довольно распространённая и заметная птица, которая обычно садится на вершину куста. Вид активный и шумный, обычно встречается в парах или в небольших группах. Питается фруктами, нектаром и насекомыми.
В части своего ареала на этом виде паразитирует сорочья хохлатая кукушка.

## Галерея

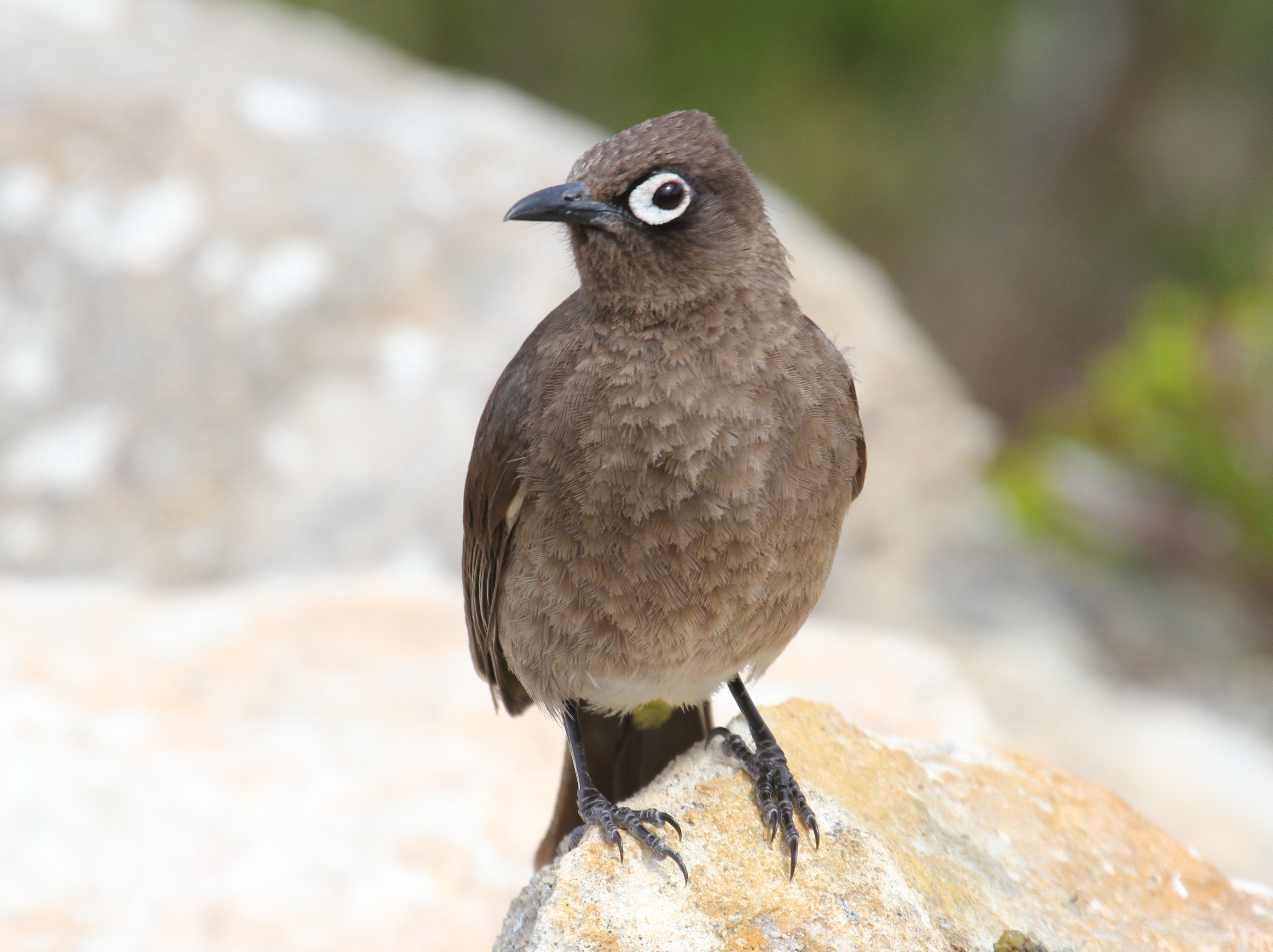
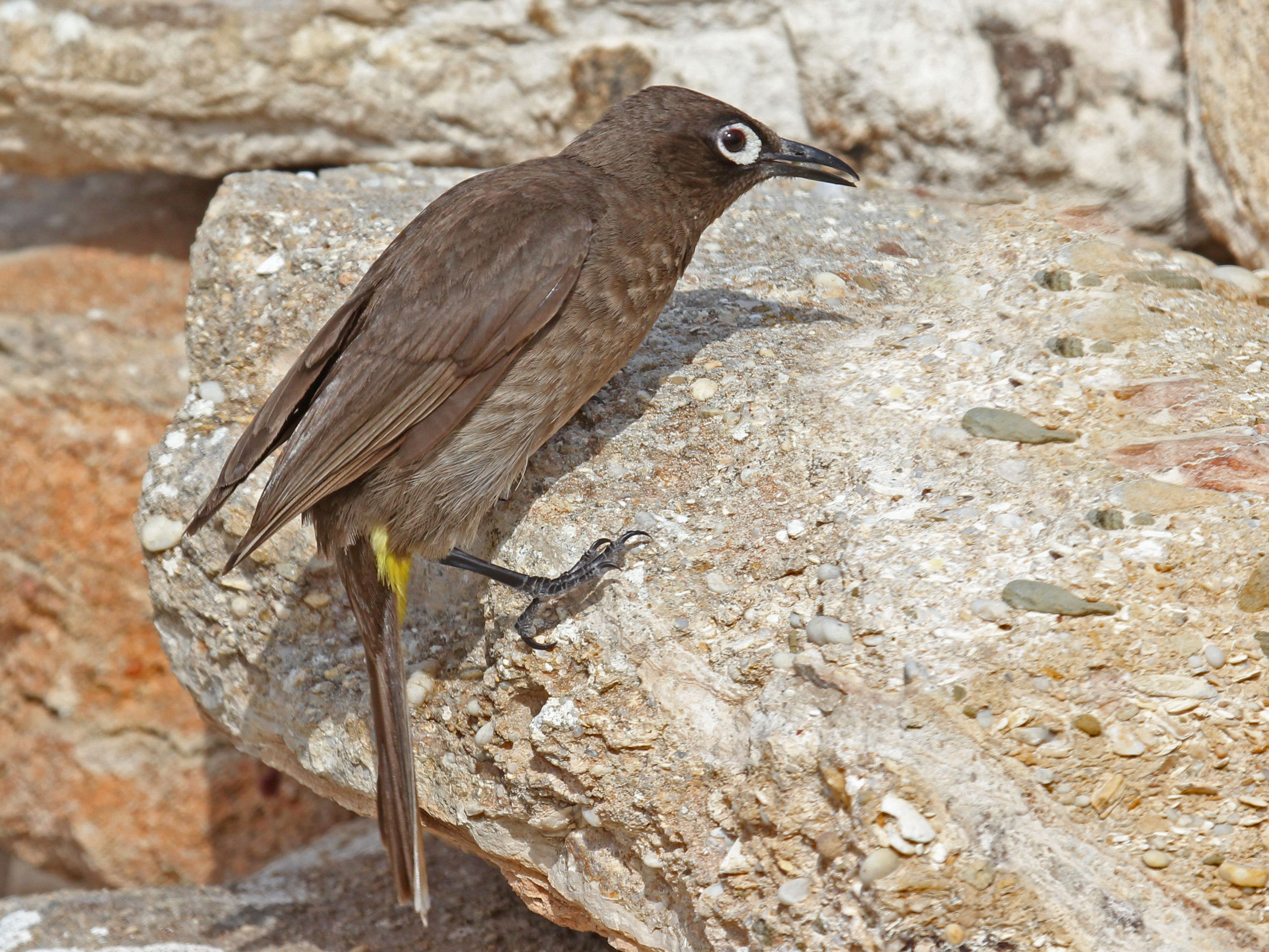
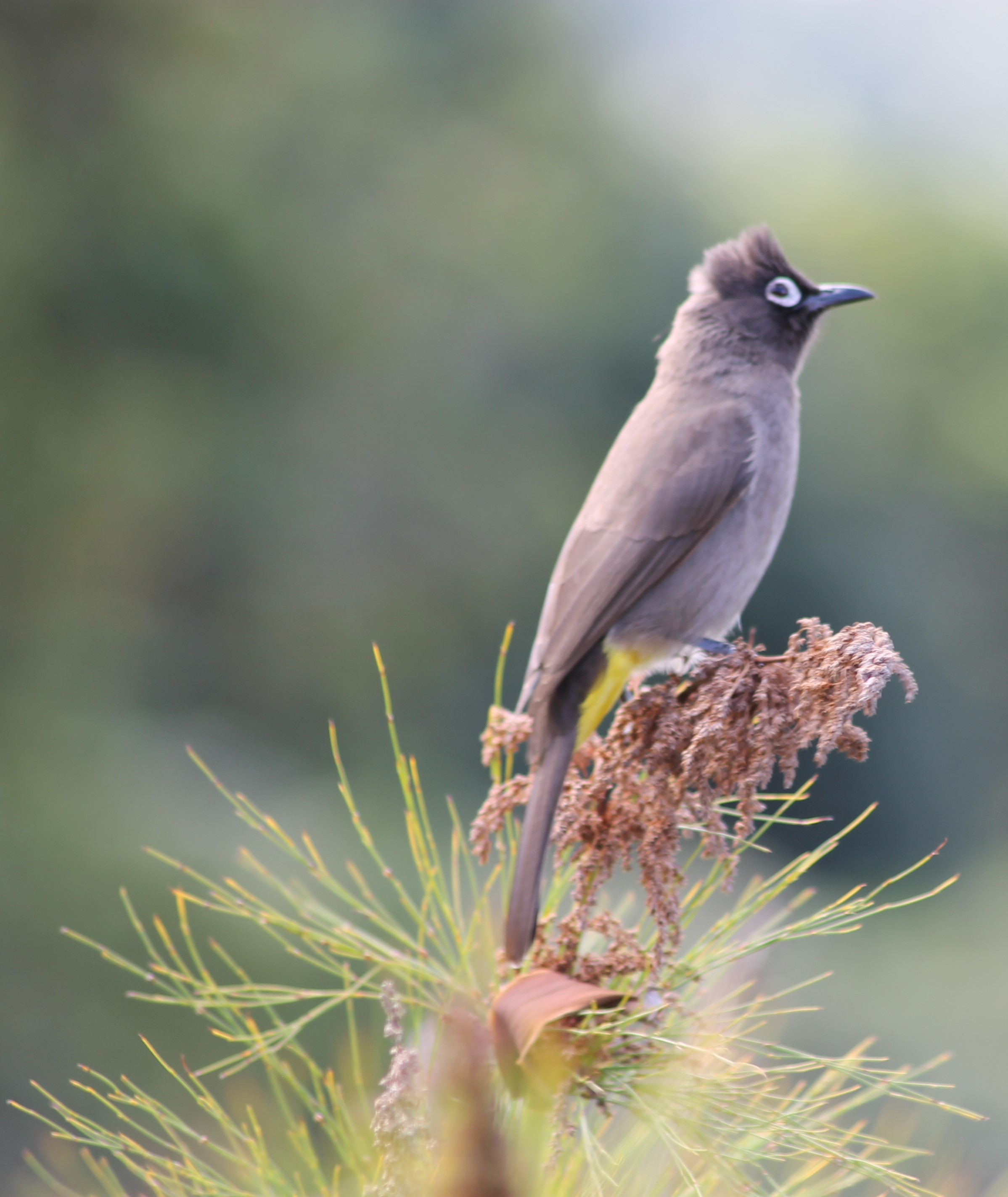